# Szatani Karb
Szatani Karb (słow. Satanov zárez, 2362 m) – przełączka między Szatanią Kopką a Szatanią Turniczką w Grani Baszt w słowackiej części Tatr Wysokich. Grań ta oddziela Dolinę Młynicką (po zachodniej stronie) od Doliny Mięguszowieckiej (po wschodniej stronie). Z Szataniego Karbu na stronę Doliny Młynickiej opada stromy żlebek o długości około 50 m. Jest on prawą odnogą depresji zachodniej ściany Szatana. Na stronę Doliny Mięguszowieckiej z przełączki opada skośny, częściowo piarżysty, częściowo trawiasty zachód. Prowadzi nim jedna z dróg wspinaczkowych.
W Grani Baszt liczne obiekty mają szatańskie, czarcie, diabelskie lub piekielne nazwy. Związane są z powtarzającym się zjawiskiem spadania kamieni, które przypisywano diabłom zrzucającym głazy na poszukiwaczy diabelskich skarbów.